# 独立派 (宗教)
独立派（どくりつは、英：Independent）は、キリスト教のプロテスタントの一教派で、イングランドの会衆派教会に付けられた呼び名である。会衆派と同じく各個教会の教会政治において、会衆制とよばれる教会員（会衆）の直接民主制に近い制度を採ることが特徴で、各個教会の独立自治を極めて重視する。清教徒革命（イングランド内戦）で主流派として活躍したが、王政復古で弾圧され衰退した。

## 経過

### 発端
エリザベス1世のイングランド国教会（監督制）に飽き足らない人々が徹底的に宗教改革を主張したのがピューリタンの誕生だったが、国教会の改革を考えたのは長老派で、国教会から分離して独自に宗教改革を行うべきと考えたロバート・ブラウンの一派は分離派を形成した。教会を共通の信徒の集まりと考え、教会運営を信徒集団に任せる集団政治、および教会の独立自治を唱え下からの改革を主張、国教会の監督制と長老派の長老制といった上からの教会規制を拒否する姿勢が独立組合教会主義として17世紀に広まった。やがて分離派の一派である会衆派は独立派と呼ばれたが、独立派からバプテスト・アナバプテスト・第五王国派などが派生、独立派には明確に定義しにくい所がある。
独立派の発端は1620年代に始まり、イングランド国教会を国民に強制する国王チャールズ1世と側近のカンタベリー大主教ウィリアム・ロードのピューリタンへの弾圧が強まったため、それに危機感を抱きイングランドに居づらくなり、海外へ安住の地を求めたピューリタンが結成したのが独立派で、会衆派の流れをくむ独立派はオランダと北アメリカ・ニューイングランドのマサチューセッツ湾植民地に亡命、そこで教会（独立組合教会、ニューイングランド方式とも）を拠点として同志を増やした。背後にはピューリタンのパトロンとなった貴族およびジェントリと市場開拓を狙う新興商人と利害が一致した事情もあり、ウォリック伯ロバート・リッチらが支援したプロヴィデンス島会社を通してニューイングランドへ入植、人と情報のネットワークを発展させた独立派ピューリタン達は清教徒革命で活躍する人材を提供していった。
後に指導者となる人々はケンブリッジ大学出身者が多く、大学で知り合い交流を深めたトマス・グッドウィン、ウィリアム・ブリッジ、ジェレマイア・バローズ、シドラック・シンプソン、フィリップ・ナイ（唯一オックスフォード大学卒業）の5人はオランダ亡命を経て帰国後の1644年に『弁明の言葉』を起草、独立派の形成に関わった。他にもヒュー・ピーターはケンブリッジ大学卒業後は国教会の聖職者として過ごしたが、ロード派の弾圧で職を失いオランダ、アメリカへ亡命、革命直前に帰国してイングランドで活躍した。グッドウィンに大きな影響を与えたジョン・コットンもケンブリッジ大卒の国教会聖職者でありながらロード派の弾圧でアメリカへ亡命、独立教会を通して説教しながら革命の動向を探るため、帰国しなかったが親交があるグッドウィンやナイと連絡を取り合い、アメリカとイングランドの結びつきを保った。
コットンら独立派ピューリタンは亡命して独立教会を拠点に布教したが、故郷の状況も気掛かりで連絡を取り合い、イングランド側のピューリタンもアメリカへ支援を送ったり、亡命先から帰国した同志を通して情報を交換し合い、互いに影響を受けつつ先住民の改宗やピューリタンの著作活動を支援したりしている。また当時流布していた千年王国思想を現実の社会状況になぞらえ、親カトリックと見られた現体制打破を呼びかける説教を行い、革命の正当化と新たな社会の到来を予感させる風潮を世間に浸透させることに尽力した。

### 清教徒革命を主導
1640年にピューリタンを苦境に追いやったロードが長期議会に弾劾され失脚（後に処刑）、それと呼応して独立派ピューリタンがイングランドへ帰国した。彼等は亡命先から帰国するとイングランドで独立教会を設立、革命に身を投じ、アメリカへ戻る者もいたが多くは独立派としてイングランドで活動、グッドウィン、ナイ、ピーターなどはオリバー・クロムウェルの側近として取り立てられた。コットンもアメリカで布教しながら1650年に第三次イングランド内戦のダンバーの戦いで勝利したクロムウェルへ戦勝祝いの手紙を送り、アメリカで議会派、特に独立派を擁護する演説を行い革命を支持した。
一方、政治家のグループにも独立派と目される勢力（政治的独立派）がいて、ジョン・ピム、ジョン・ハムデン、ヘンリー・ベイン、オリバー・クロムウェル、ヘンリー・アイアトンらがメンバーだった。彼等は独立教会を信奉するピューリタンで、議会派の一方の勢力となった政治的独立派はグッドウィンらが率いる宗教的独立派と結び、軍事改革を通じて軍を掌握し、1643年のピムとハムデンの死後はクロムウェルをリーダーとして革命を進めていくことになる。
1642年から始まった第一次イングランド内戦が進むにつれ、議会派は方針で和平か徹底抗戦かで分裂し対立、貴族など保守的な前者は長老派と、政治的独立派の後者は宗教的独立派と提携した。この対立は1643年にスコットランドの国民盟約（盟約派）と結んだ厳粛な同盟と契約の内容を問うウェストミンスター会議で現れ、同盟に基づきイングランドに長老制を導入することに独立派が反対、平等派など他の分離派とも手を組んでニューモデル軍を基盤とした政治勢力を結成した。1644年に東部連合司令官でマンチェスター伯エドワード・モンタギューの怠慢を副司令官で鉄騎隊隊長のクロムウェルが議会で非難し、議会でも長老派と独立派の対立が激化すると、独立派はクロムウェルを擁護しマンチェスター伯を庇う長老派に立ちはだかった。やがて1645年にニューモデル軍創設、辞退条例制定などで独立派が勢いに乗り、ネイズビーの戦いで王党派を壊滅させて1646年に内戦を議会派の勝利で終わらせ、長老派に脅威を与えた。
危機感を感じた長老派は独立派の基盤であるニューモデル軍解体を画策、軍内部でも政治構想で独立派と平等派の対立が発生した。1647年にアイアトンら独立派が『建議要目』を、平等派が『人民協定』を起草、パトニー討論でクロムウェル・アイアトンら独立派と平等派がイングランドの政治改革案で対立、一時は平等派が軍兵士を煽り暴動が起こったが、クロムウェルが素早く鎮圧したおかげで軍は再び独立派が掌握した。1648年の第二次イングランド内戦におけるプレストンの戦いでスコットランド盟約派と結託した王党派に勝利した軍と独立派はプライドのパージで長老派を追放、ランプ議会を形成して革命の主導権を握った。議会は翌1649年にチャールズ1世を処刑しイングランド共和国を樹立、共和国は独立派が主導権を握った。

### 共和国時代、王政復古後
国務会議議長、ニューモデル軍副司令官（後に司令官）として軍と独立派で台頭したクロムウェルは平等派の再度の暴動を鎮圧、続いて王党派のアイルランド・スコットランドをそれぞれの遠征（クロムウェルのアイルランド侵略・第三次イングランド内戦）で平定、1651年のウスターの戦いで内戦に終止符を打った。しかし保守派が主流になったランプ議会はクロムウェルら軍と対立し1653年4月に解散、7月にクロムウェルは第五王国派や独立教会などの協力でベアボーンズ議会を召集したが、12月に解散し軍の後押しで護国卿となったクロムウェルの下で護国卿時代が開始された。独立派はグッドウィン、ナイがジョン・オウエンらと共に護国卿政権に協力したが、従来からの議会と軍の対立が政争に発展していった。
独立派はクロムウェルらと結びつき、側面から革命を支援した。従軍牧師として革命にのめりこんだピーターはしばしば説教でニューモデル軍兵士や議員達を鼓舞、長老派論客と討論して独立派の立場を弁護したり、チャールズ1世処刑を正当化する説教を行い独立派を後押しした。また共和国の下で公職に復帰したグッドウィンも宗教政策でクロムウェルに協力、オックスフォード大学モードリン・カレッジの学長に任命されオウエン、ピーターと共にサヴォイ宣言を起草、独立派の勢力拡大に尽力した。
だが、1658年にクロムウェルが死亡すると独立派の運命も暗転する。1660年の王政復古でピューリタンに対する反動が起こり、国教会が復権して再びピューリタンへの弾圧が行われたからである。グッドウィンとブリッジは公職追放、ピーターは王殺しではなかったがチャールズ1世処刑裁判を積極的に賛成したことをとがめられ処刑、クラレンドン法典制定で独立派は弾圧され衰退した。
以後は会衆派教会を参照。